# KF Trepça
KF Trepça (offiziell Klubi Futbollistik Trepça Mitrovicë) ist ein Fußballverein aus Mitrovica im Kosovo. Der Verein spielt in der Liga e Parë, der zweithöchsten kosovarischen Liga.

## Geschichte
Der Verein wurde 1932 von Minenarbeitern aus Trepça gegründet. Vom Gründungsjahr bis 1938 verfügte der Verein nicht über eine eigene Spielstätte, sondern trainierte und spielte auf einem Spielfeld in der Nachbarstadt Zveçan. Im Jahr 1938 wurde in „Lugu i Çesmës“ ein kleines Spielfeld gebaut, auf dem bis zum Zweiten Weltkrieg gespielt wurde. Später erhielten sie ein eigenes Stadion, das Trepça-Stadion, das damals etwa 30.000 Zuschauern Platz bot. Sowohl Albaner als auch Serben spielten für den Verein. Albanische Spieler, die die Zeit vor dem Zweiten Weltkrieg prägten, waren Riza Lushta, Mazllum Grushti, Hasko Bula, Gota Sezair, Ejup Kerveshi, Adnan Mustafa, Ahmed und Qamil Zajmi, Hysen Murati, Xhati Zhubi, Sali Pllana und Bedri Hamza, Shinasi Rizanolli, Ahmet Shukriu, Burhan Kurkuqi, Jakup Berisha, Qazim Pllana, Sami Konjusha, Agim Deva, Ekrem Neziri, Riza Gashi usw. KF Trepça gewann in 1947, 1949, 1950, 1952 und 1955 die kosovarische Meisterschaft. Der größte Erfolg von Trepça in Jugoslawien war in der Saison 1977/1978, als man in der 1. jugoslawischen Fußballliga spielte und es ins Finale des Jugoslawischen Pokals schaffte. Bekannte Spieler in den 70er und 80er Jahren waren unter anderem Fisnik Ademi, Dragan Mutibarić, Vladan Radača, Bardhec Seferi, Rexhep Xhaka, Rafet Prekazi, Nazmi Rama und Isa Sadriu.
Am 25. Mai 1989 mussten die albanischen Spieler den Verein verlassen, obwohl sie die Mehrheit bildeten. Infolgedessen teilte sich der Verein 1991 in zwei Vereine. Somit gab es zwei Vereine mit demselben Namen, derselben Identität und derselben Geschichte, die beide das Erbe der Erfolge während der jugoslawischen Ära für sich beanspruchten und sich als Nachfolger von Trepça betrachteten. Im Jahr 1991 verließ KF Trepça schließlich wie alle kosovo-albanischen Vereine das jugoslawische Fußballligasystem. Der serbische FK Trepča spielte weiterhin im jugoslawischen Fußballligasystem mit anderen Phantomvereinen wie FK Priština, FK Kosovo Polje und Budućnost Peć. KF Trepça wurde Teil der Unabhängigen Fußball-Superliga des Kosovo und wurde sofort zu einem der dominierenden Fußballvereine im Kosovo, indem man 1992 den Kosovarischen Pokal und die Unabhängige Fußball-Superliga des Kosovo gewann im Jahr 1993.
Das ehemalige Stadion Trepca liegt im albanischen Südteil und beheimatet als Stadiumi Olympik Adem Jashari den KF Trepça, der 2009/10 Meister des Kosovo wurde. Rivalitäten bestehen zum Stadtrivalen KF Trepça’89 sowie dem KF Prishtina.

## Erfolge
Die Meisterschafts- und Pokalwettbewerbe im Kosovo besaßen zu Zeiten Jugoslawiens nur regionale Bedeutung, heute werden in der Republik Kosovo Raiffeisen Superliga und Kupa e Kosovës ausgespielt.

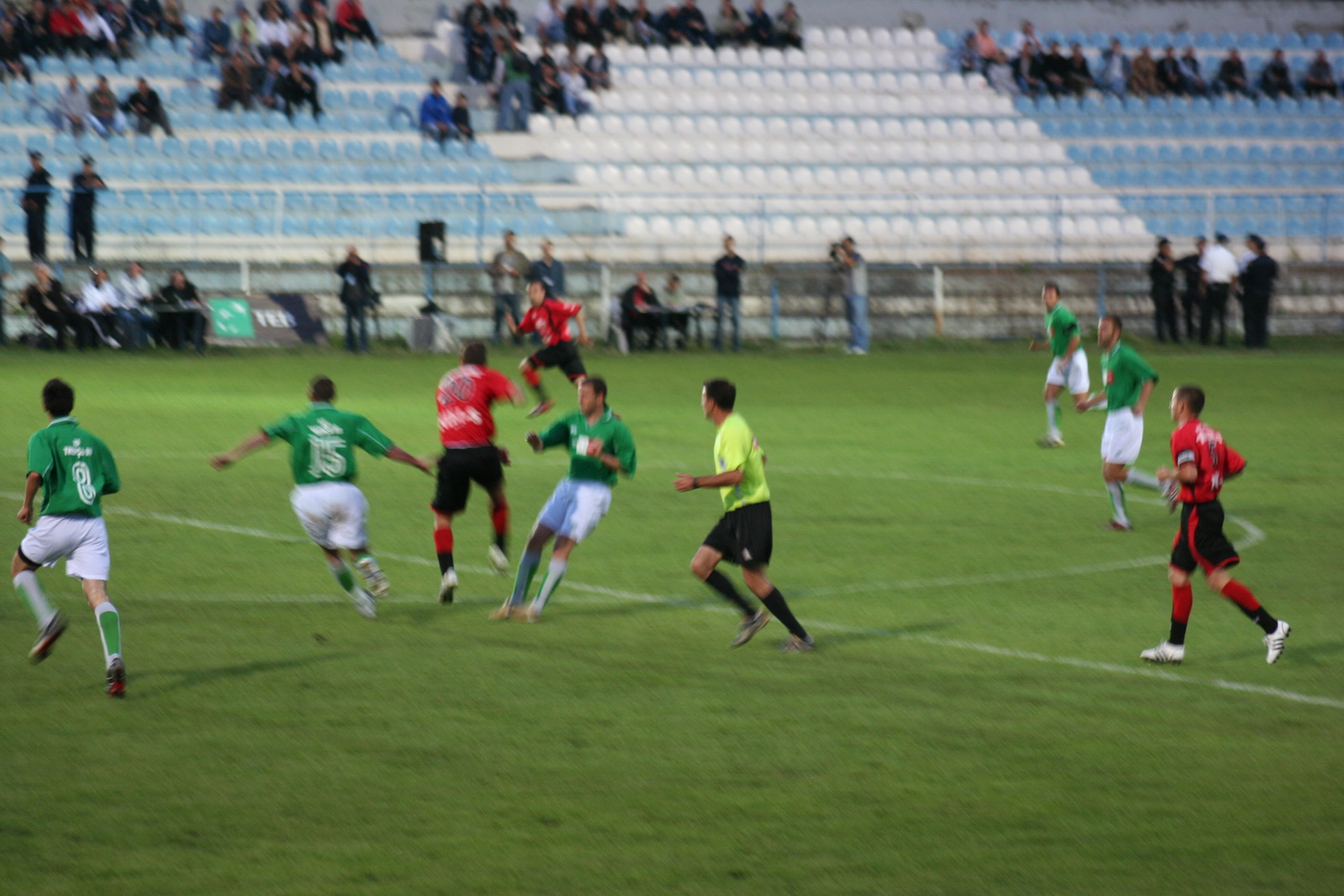
Finale des Kosovocups 2007/08 zwischen KF Trepça und KF Vëllaznimi

- 7× Kosovarischer Meister (1947, 1949, 1950, 1952, 1955, 1992, 2010)
- 1× Kosovarischer Pokalsieger (1992)
- 1× Jugoslawischer Pokalfinalist (1978)
- 1× Teilnehmer der 1. jugoslawischen Bundesliga (1977/78)[7]

## Spieler
- Riza Lushta (1932–1934, Jugend)
- Rexhep Xhaka (1967–1977)
- Fisnik Ademi (1972–1985)
- Dragan Mutibarić (1977–1978)
- Isa Sadriu (1981–1985)
- Shefki Kuqi (1989, Jugend)
- Ismaila Jagne (2006–2007)
- Florent Aziri (2009–2010)
- Arbnor Muja (2015–2017)